# 打穴村
打穴村（うたのそん）は、岡山県久米郡にあった村。現在の久米郡美咲町打穴上、打穴北、打穴里、打穴西に当たる。

## 沿革
- 1889年6月1日 - 町村制施行に伴い、久米北条郡打穴上村、上打穴北村、上打穴里村、打穴西村が合併し、打穴村となる。大字上打穴里に役場を置く。
- 1900年4月1日 - 久米北条郡が久米南条郡と合併し、久米郡となる。
- 1955年1月1日 - 久米郡加美町、三保村、大垪和村と合併、久米郡中央町となる。

## 地名の読み方
- 打穴上（うたのかみ）
- 打穴北（うたのきた）
- 打穴里（うたのさと）
- 打穴西（うたのにし）
- 上打穴北（かみうたのきた）
- 上打穴里（かみうたのさと）

## 交通
村内を走る鉄道およびその駅はなく、また村内を走る高速道路や国道はない。
- 主要地方道
  - 岡山県道70号久米建部線

### 河川
- 打穴川

## 名所・旧跡・観光スポット・祭事・催事
- 二上温泉

### 神社
- 磐柄神社
- 興津神社
- 榊葉神社
- 白山神社
- 宮代神社

## その他
中央町誕生に伴い、大字上打穴北は打穴北、大字上打穴里は打穴里となった。
現在の美咲町の打穴下、打穴中は本来、下打穴下、下打穴中であるが、これらも中央町誕生によって変わった地名である。そのため、打穴西の南に打穴北があるなど、地名から考えられる位置関係が一部不自然になっている。
打穴のつく地名の内、打穴西と打穴上のみそのままである。
浜田藩の飛び地であったため、幕末に藩主の松平武聰らが長州藩の攻撃より逃れた際、藩士やその家族が打穴村に身を寄せ定住した。